# Nationaal park Arthur's Pass
Het 1170 km² grote Nationaal park Arthur's Pass (Engels: Arthur's Pass National Park) is het op vijf na grootste nationaal park van Nieuw-Zeeland. Het ligt op het Zuidereiland, circa 150 km van Christchurch en op circa 100 km van Greymouth. Het landschap in het park vertoont enorme geologische en klimatologische contrasten. Aan de westzijde van de Nieuw-Zeelandse Alpen, waar veel regen valt, is het landschap bedekt met een regenwoud; aan de drogere oostzijde overheersen bossen met mountain beech en met beemdgrassen begroeiden vlakten. Zestien bergtoppen in het park zijn hoger dan 2000 meter.
In het park ligt de plaats Arthur's Pass. Deze plaatsnaam is de enige in Nieuw-Zeeland met een apostrof in de naam.